# Lucy-le-Bocage
Lucy-le-Bocage ist eine französische Gemeinde  mit 159 Einwohnern (Stand: 1. Januar 2022) im Département Aisne in der Region Hauts-de-France. Soie gehört zum Arrondissement Château-Thierry und zum Kanton Essômes-sur-Marne. Die Einwohner werden Couprusiens genannt.

## Geografie
Die Gemeinde Lucy-le-Bocage liegt acht Kilometer westlich von Château-Thierry und etwa 70 Kilometer ostnordöstlich von Paris. Nachbargemeinden von Lucy-le-Bocage sind Torcy-en-Valois im Norden, Belleau im Nordosten, Bouresches im Osten, Essômes-sur-Marne im Osten und Südosten, Coupru im Süden, Marigny-en-Orxois im Westen sowie Bussiares im Westen und Nordwesten. Im Süden der Gemeinde verläuft die Autoroute A4.

## Bevölkerungsentwicklung
| Jahr                       | 1962 | 1968 | 1975 | 1982 | 1990 | 1999 | 2006 | 2013 | 2022 |
| Einwohner                  | 154  | 140  | 124  | 132  | 141  | 166  | 176  | 188  | 159  |
| Quellen: Cassini und INSEE |      |      |      |      |      |      |      |      |      |

## Sehenswürdigkeiten
- Kirche Saint-Remi
- ehemaliges öffentliches Waschhaus (Lavoir)

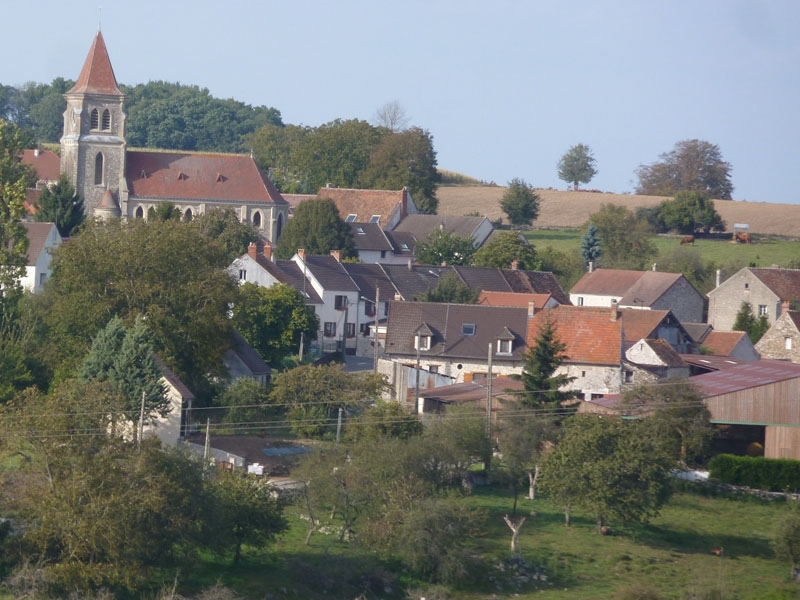
Kirche Saint-Remi